# Montferrier
Montferrier település Franciaországban, Ariège megyében. Lakosainak száma 544 fő (2022. január 1.). Montferrier Appy, Axiat, Bénaix, Cazenave-Serres-et-Allens, Freychenet, Montségur, Nalzen, Roquefixade, Villeneuve-d’Olmes és Caychax-et-Senconac községekkel határos.

## Népesség
A település népességének változása:
| Lakosok száma | 742  | 733  | 748  | 652  | 588  | 508  | 495  | 534  | 553  | 544  |
|               | 1968 | 1982 | 1990 | 2006 | 2013 | 2015 | 2017 | 2019 | 2020 | 2022 |